# Sid Phillips
Sid Phillips (Londen, 14 juni 1907 – Chertsey, 25 mei 1973) was een Britse jazzcomponist, -arrangeur, orkestleider en bespeler van meerdere houtblazer-instrumenten.

## Biografie
Sid Phillips groeide op met zeven broers en zussen in East End (Londen). Nog op school trad hij op met zijn oudere broers Harry (trompet) en Ralph (banjo). Hij begon zijn carrière in de jaren 1920 met The Riviera Five, een groep rond Sid Kreeger (piano) en Joe Badis (drums), waarmee hij door Europa toerde, vanaf 1927 onder de nieuwe bandnaam The Melodians. Na het uiteenvallen van de band werkte hij als arrangeur voor Lawrence's muziekuitgeverij; van 1933 tot 1937 was hij saxofonist bij het Bert Ambrose Orkest. Voor Ambrose arrangeerde hij jazznummers als Caravan, Deep Henderson en het kenmerkende deuntje Hors D'oeuvres van het Ambrose Orchestra, dat Phillips later als uit-thema voor zijn eigen orkest aannam. Zijn eigen composities zijn Night Ride, Streamline Strut, Hullabaloo, An Amazon Goes A-Wooin, B'Wanga, Message From Mars, Early Morning Blues, Mister Reynard's Nightmare, Plain Jane en Cotton Pickers' Congregation. Eind jaren 1930 werkte hij als freelance arrangeur voor tal van Britse bands. In 1938 nam hij enkele bigband-titels op in de Verenigde Staten.
Tijdens de Tweede Wereldoorlog werkte hij voor een speciale politie van Londen, voordat hij als vertaler bij de Royal Air Force diende. Na de oorlog richtte hij een dixieland-jazzband op. Onder de muzikanten die bij Phillips speelden waren o.a. George Shearing, Kenny Ball, Dickie Hawdon en Tommy Whittle. Tijdens de jaren 1950 trad hij op voor prinses Margaret, die een van zijn fans was, op de jaarlijkse Windsor Castle Christmas Ball. Ze had ook radio-optredens. Phillips, die werd beschouwd als de Engelse koning van de klarinet, nam ongeveer 200 platen op voor His Master's Voice. Op het gebied van jazz was hij betrokken bij 179 opnamesessies tussen 1927 en 1971. 

## Overlijden
Sid Phillips overleed in mei 1973 op 65-jarige leeftijd aan de gevolgen van een hartaanval tijdens het spelen van cricket. Sid Phillips is de vader van drummer Simon Phillips (* 1957).

## Discografie
- 1958: The Fabulous Mr Phillips (His Master's Voice)
- 1970: Rhythm Is Our Business (Fontana)
- 1970: Chicago and All That Jazz (Rediffusion)
- 1971: Fascinating Rhythm (Contour)
- 1972: Sid Phillips Plays Barrel House Piano (Rediffusion)
- 1972: Stomp, Rags and Blues (Rediffusion)
- 1990: I Got Rhythm (EMI)